# 藤相思树
藤相思树（学名：Acacia caesia）为豆科相思树属下的一个种。

## 扩展阅读
- 維基物種上的相關：藤相思树